# Алексеевское сельское поселение (Чамзинский район)
Алексеевское се́льское поселе́ние — муниципальное образование в Чамзинском районе Мордовии Российской Федерации.
Административный центр — посёлок Алексеевка.

## История
Статус и границы сельского поселения установлены Законом Республики Мордовия от 28 декабря 2004 года № 128-З  «Об установлении границ муниципальных образований Чамзинского муниципального района, Чамзинского муниципального района и наделении их статусом сельского поселения, городского поселения и муниципального района».

## Население
| 2002  | 2010  | 2012  | 2013  | 2014  | 2015  | 2016  |
| ----- | ----- | ----- | ----- | ----- | ----- | ----- |
| 1158  | ↘1050 | ↘1031 | ↘1020 | ↘1019 | ↘1016 | ↗1021 |
| 2017  | 2018  | 2019  | 2020  | 2021  |       |       |
| ↗1041 | ↘1026 | ↘1004 | ↘993  | ↗1041 |       |       |

## Состав сельского поселения
| № | Населённый пункт | Тип населённого пункта          | Население |
| - | ---------------- | ------------------------------- | --------- |
| 1 | Алексеевка       | посёлок, административный центр | ↘410      |
| 2 | Киржеманы        | село                            | ↘640      |